# Besatzfisch
Als Besatzfisch oder kurz Satzfisch bezeichnet man einen Fisch, der aufgezogen wurde, um in einem anderen Gewässer wieder eingesetzt zu werden (Besatzmaßnahmen). Satzfische werden verwendet, wenn in dem Gewässer
- die Bedingungen nicht optimal für junge Fische sind
- keine geschlechtsreifen Fische der bestimmten Art vorhanden sind und die Fischart neu angesiedelt werden soll
- die Anzahl der Fische schneller erhöht werden soll, als das auf natürlichem Weg möglich ist
- wenn es sich um ein Wirtschaftsgewässer handelt

Ein Satzfisch wird in einer Satzfischerei bis zu einem bestimmten Alter aufgezogen und von dort in Fässern oder anderen mit Wasser gefüllten Behältern zum Gewässer transportiert.